# Mistrovství Evropy v zápasu řecko-římském 2008
Mistrovství Evropy v zápasu řecko-římském 2008 se konalo v Tampere, Finsko v dubnu 2008.

## Výsledky

### Muži
| Kategorie | Zlato             | Stříbro        | Bronz             | Bronz             |
| --------- | ----------------- | -------------- | ----------------- | ----------------- |
| 55 kg     | Rovšan Bajramov   | Roman Amojan   | Virgil Munteanu   | Péter Módos       |
| 60 kg     | Jarkko Ala-Huikku | Armen Nazarjan | Davor Štefanek    | Håkan Nyblom      |
| 66 kg     | Armen Vardanjan   | Ion Panait     | Plamen Petrov     | Ruslan Belkhoroev |
| 74 kg     | Péter Bácsi       | Şeref Tüfenk   | Christophe Guenot | Evgeni Popov      |
| 84 kg     | Nazmi Avluca      | Badri Chasaija | Ara Abra'amjan    | Andrea Minguzzi   |
| 96 kg     | Aslanbek Chuštov  | Mirko Englich  | Elis Guri         | Ramaz Nozadze     |
| 120 kg    | Jurij Patrikejev  | Chasan Barojev | Josif Čugošvili   | Atilla Güzel      |